# Moritz Nussbaum (Altphilologe)

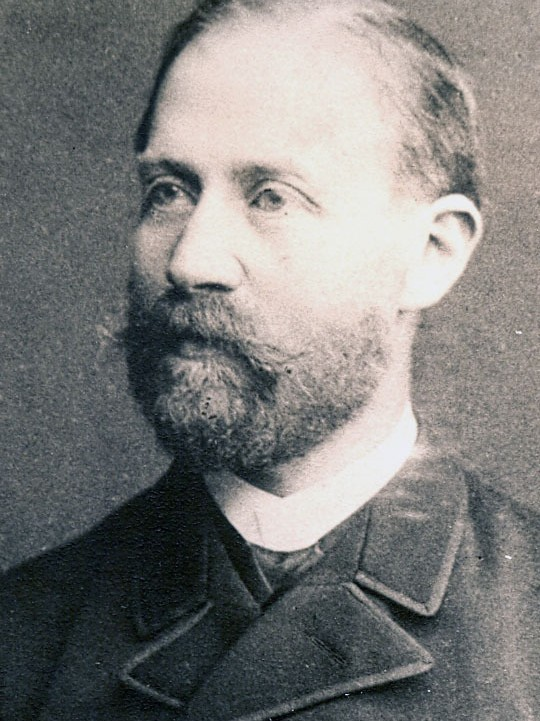
Moritz Nussbaum (um 1900)

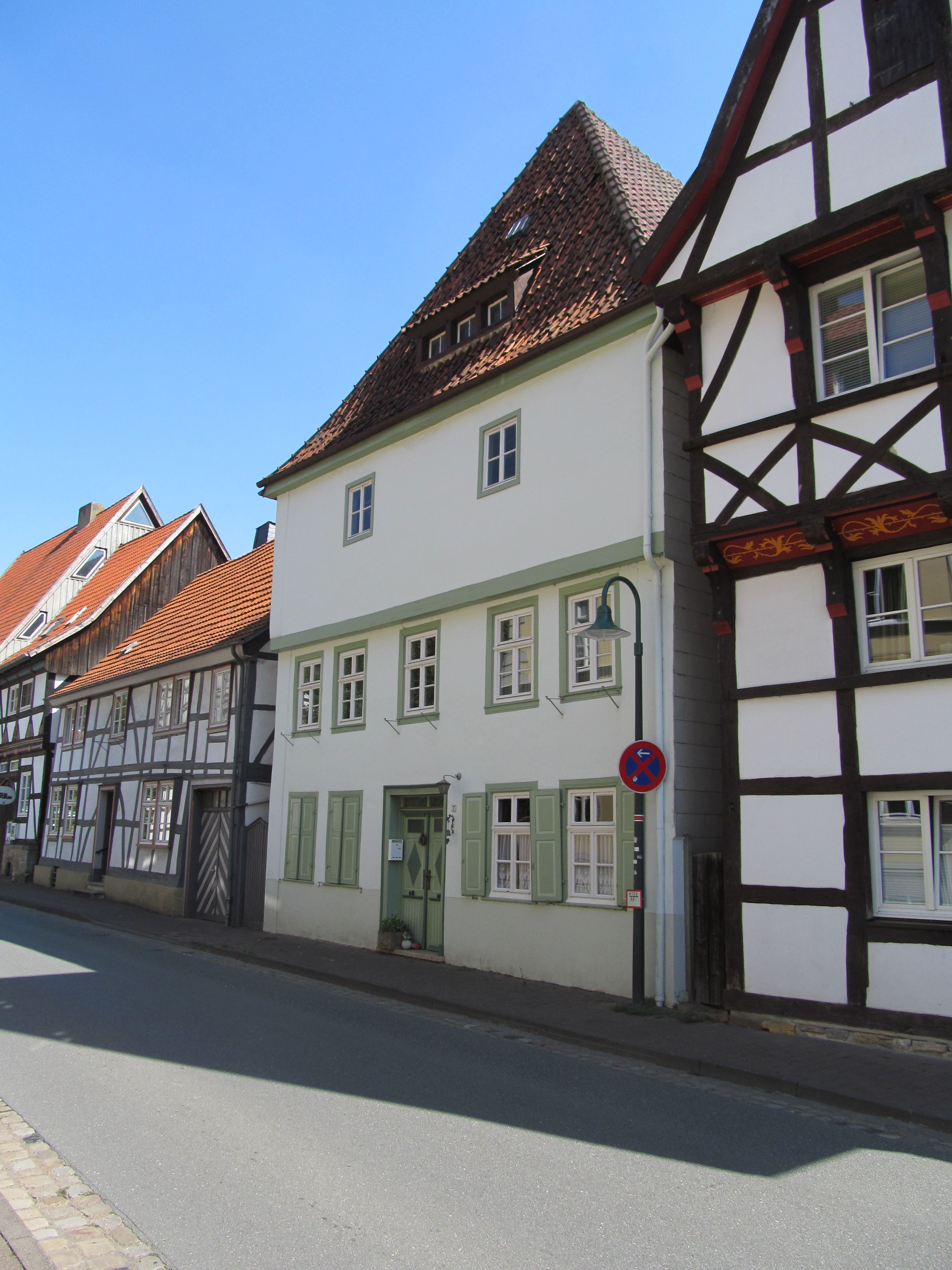
Das Nussbaum-Haus in Warburg, Klockenstraße 7 (2018)

Moritz Nussbaum (geb. 17. Dezember 1850 in Warburg; gest. 17. Januar 1924 in Kassel) war ein deutscher Lehrer (Altphilologe).

## Leben
Moritz Nussbaum wuchs als drittes von zehn Kindern des Landwirts Herz (Heinrich) Nussbaum und seiner Frau Zerline, geb. Lange, in der Warburger Altstadt auf. Das noch bestehende, denkmalgeschützte Haus der Familie in der Klockenstraße 7 war bereits um 1500 erbaut worden und befand sich seit 1736 in Familienbesitz. Ab 1850 geriet die Familie in wirtschaftliche Schwierigkeiten.
Dennoch erhielt Moritz Nussbaum eine gute Schulausbildung, die er mit dem Abitur am Gymnasium Marianum in Warburg abschloss. Er studierte von 1870 bis 1872 Philologie an der Universität München. Danach wechselte er an die Universität Göttingen und wurde dort mit einer auf Lateinisch abgefassten Dissertation über den Historiker Flavius Josephus (37–100 n. Chr.) promoviert, die von dem Theologen Emil Schürer positiv besprochen wurde.

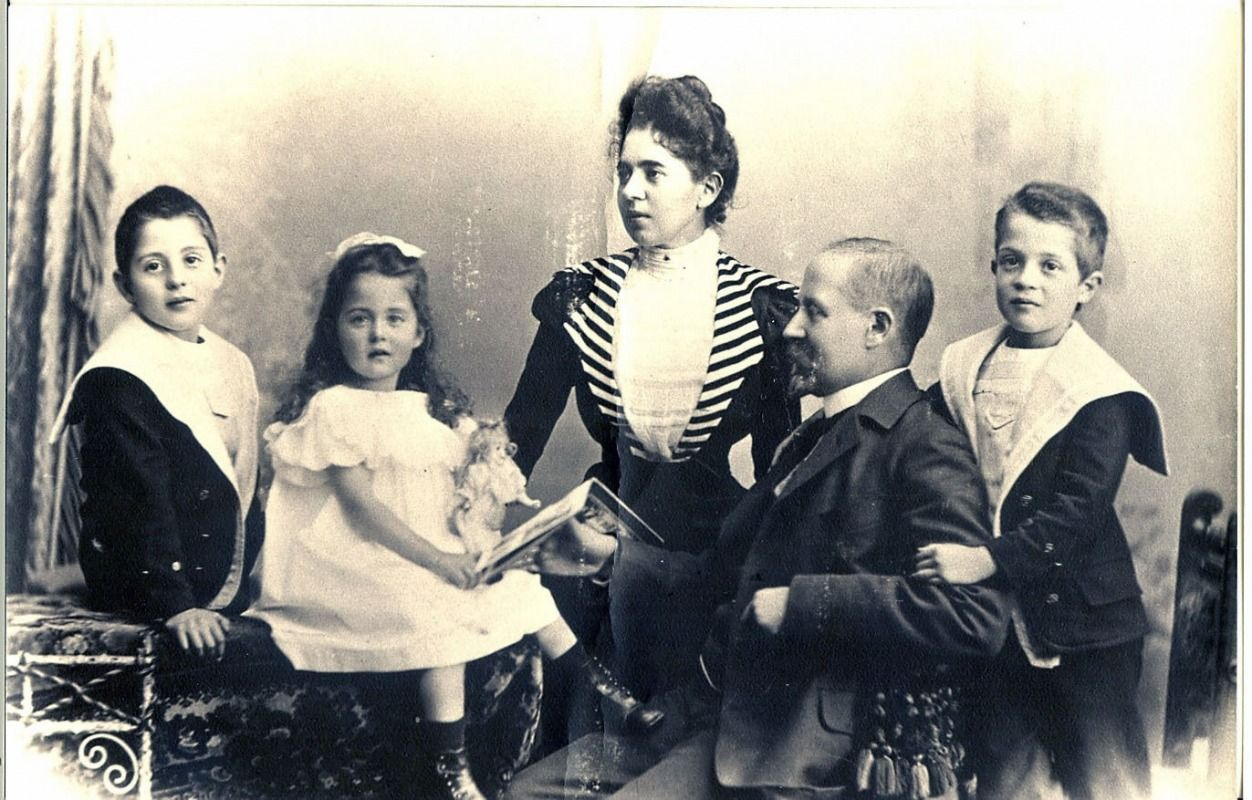
Die Familie Nussbaum in Straßburg (um 1904)

Nach Beendigung seines Studiums erfolgte eine Anstellung als Gymnasiallehrer für Latein, Deutsch und Geschichte im Elsass, zunächst in Zabern und dann in  Mülhausen. 1886 wurde er schließlich an das Lyceum in Straßburg versetzt. Er heiratete Ida Koppel, die aus Ostfriesland stammte. Das Paar bekam drei Kinder, Robert (1892–1941), Mathilde (1896–1991) und Heinrich. In Straßburg wurde ihm offenbar auch der Professorentitel verliehen, der sich auf seinem Grabstein findet.
Aufgrund des Versailler Vertrages von 1919 mussten die Nussbaums, wie 100.000 weitere Deutsche auch, Elsass-Lothringen verlassen. Am 20. Mai 1919 meldeten sich der inzwischen 69-jährige Moritz und Ida Nussbaum wieder in Warburg an und wohnten im Nussbaum’schen Haus an der Klockenstraße. 1922 zog das Ehepaar weiter nach Kassel, wo Moritz Nussbaum am 17. Januar 1924 starb. Beerdigt wurde er auf dem jüdischen Friedhof in seiner Geburtsstadt Warburg.

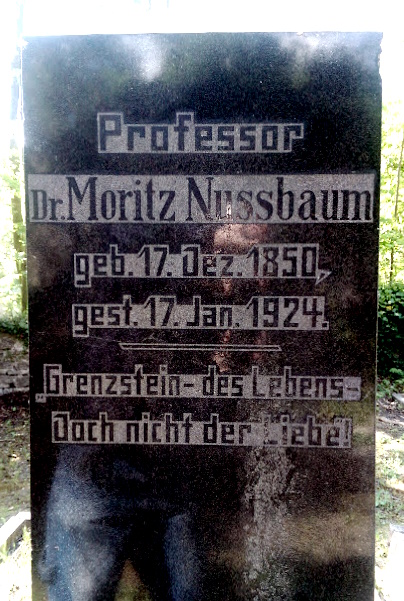
Grabstein Moritz Nussbaum, Warburg, jüdischer Friedhof

## Nachwirken
Nußbaums Witwe beging am 30. August 1942 Suizid in Kassel, nachdem ihr ältester Sohn Robert 1941 im Konzentrationslager Sachsenhausen ermordet worden war. Mathilde Nussbaum überlebte den Holocaust und heiratete. Über das Schicksal von Heinrich Nussbaum ist nichts bekannt.
Der Sachbuchautor Peter Scholl-Latour war ein Sohn von Mathilde Nussbaum und ihrem Mann Otto Konrad Scholl (1888–1960) und somit ein Enkel von Moritz Nussbaum. Er erzählte über ihn in seiner 2014 erschienenen Autobiographie: Meine Mutter (…) war die Tochter eines Straßburger Studienrates für antike Sprachen, der angeblich fähig war, die langen Gesänge der „Ilias“ und der „Odyssee“ im griechischen Urtext frei vorzutragen.

## Schriften
- Observationes in Flavii Josephi Antiquitates Lib. XII. 3 – XIII. 14, Dissertation, Warburg 1875 (Digitalisat).